# Salvador Mercado Luján
Salvador Humberto Mercado Luján (nacido el 25 de marzo de 1969 en Ciudad de México) es un futbolista mexicano retirado que jugó en la posición de mediocampista. 

## Trayectoria
Jugó para Cobras de Ciudad Juárez, Atlético Celaya, Club Deportivo Guadalajara, Tiburones Rojos de Veracruz, Tigres de Ciudad Juárez, y se retiró en 2007 con El Paso Patriots de la liga PDSL Mid-South de Estados Unidos.
Debutó en la temporada 1990-91 con Cobras de Ciudad Juárez, en un encuentro realizado el 10 de marzo de 1991, ante el Veracruz el cual quedaría 0-1 a favor de los escualos. En la temporada 1992-93 descendió a Segunda división mexicana con el equipo de Juárez y jugaría en ese nivel hasta 1994 cuando es contratado por el Atlético Celaya. 
Para el Invierno 1996 es contratado por el Club Deportivo Guadalajara, pero una lesión le impidió jugar regularmente en su primera temporada. Para el Verano 1997, lograría el campeonato de liga con las Chivas.
Una temporada después pasa a jugar al Veracruz equipo con el que también descendería, esta vez a Primera 'A', en 1999. Permaneció en Veracruz hasta el Verano 2000, cuando regresa a jugar con los Toros de Celaya.
En el Invierno 2000 regresa a la Primera división A esta vez con los Tigres de Ciudad Juárez, y para el año 2003 emigra a jugar con los Patriots de la ciudad de El Paso, Texas; donde realiza actualmente las funciones de entrenador y jugador.

## Equipos
- 1990-1994 - Club de Fútbol Cobras
- 1994-1996 - Celaya
- 1996-1997 - Chivas
- 1997-1999 - Veracruz
- 2000 - Celaya
- 2000 - Tigres Ciudad Juárez
- 2003 - 2007 El Paso Patriots (PDSL Mid-South)